# Apiwat Chuprai
Apiwat Chuprai (thailändisch อภิวัฒน์ ชูไพร; * 31. Dezember 2000) ist ein thailändischer Fußballspieler.

## Karriere
Apiwat Chuprai spielte in der Saison 2023/24 für den Drittligisten The Icon RSU FC. Mit dem Verein aus Pathum Thani spielte er 23-mal in der Bangkok Metropolitan Region. Am Ende der Saison musste er mit den Verein aus der dritten Liga absteigen. Nach dem Abstieg verließ er den Verein und schloss sich in der Hauptstadt Bangkok dem Drittligisten Kasem Bundit University FC an. Mit dem Verein spielte er zehnmal in der Central Region. Nach der Hinrunde wechselte er im Januar 2025 zum Zweitligisten Chonburi FC. Sein Zweitligadebüt für den Verein aus Chonbri gab Apiwat Chuprai am 22. Februar 2025 (26. Spieltag) im Heimspiel gegen den Sisaket United FC. Bei dem 5:0-Erfolg wurde er in der 90.+1 Minute für den Brasilianer Derley eingewechselt. Am Ende der Saison 2024/25 feierte er mit Chonburi die Zweitligameisterschaft sowie den Aufstieg in die erste Liga.

## Erfolge
Chonburi FC
- Thailändischer Zweitligameister: 2024/25  ▲